# Estación de Libourne
La estación de Libourne es una estación ferroviaria francesa de la línea París - Burdeos, situada en la comuna de Libourne, en el departamento de Gironde, en la región de Aquitania. Por ella circulan tanto trenes de alta velocidad, como de media distancia y regionales. Hacia el sur, es la última gran estación antes de la entrada en la aglomeración de Burdeos.

## Historia
Fue inaugurada por la Compagnie du chemin de fer de Paris à Orléans en 1852. En 1938 las seis grandes compañías privadas que operaban la red se fusionaron en la empresa estatal SNCF. Desde 1997 la gestión de las vías corresponde a la RFF mientras que la SNCF gestiona la estación.

## Situación ferroviaria
Se encuentra situada en el punto kilométrico 547,093 de la línea férrea París-Burdeos. Además, forma parte del trazado de la línea regional Libourne-Le Buisson. 

## Descripción
Este edificio clásico edificio de piedra se compone de un edificio principal de tres plantas, y de varios anexos laterales. Sus ventanas rectangulares contrastan con el gran número de puertas en arco que posee. Su decoración es austera y sobria.
Cuenta con tres andenes, uno lateral y dos centrales al que acceden cuatro vías. Una marquena metálica las protege parcialmente. Los cambios de vía se realizan gracias a pasos subterráneos.

## Servicios ferroviarios

### Alta Velocidad
Los TGV enlazan:
- Línea Burdeos - París / Lille / Bruselas.

### Media Distancia
Los Intercités de la SNCF permiten recorrer las líneas: 
- Burdeos - Lyon.
- Burdeos - Clermond-Ferrand.

### Regionales
Los trenes regionales TER enlazan las siguientes ciudades:
- Périgueux / Coutras / Sarlat / Bergerac - Burdeos.
- Limoges / Brive la Gaillarde - Burdeos.
- Angulema - Burdeos.